# Myrmissus bellicosus
Myrmissus bellicosus är en insektsart som beskrevs av Rauno E. Linnavuori 1973. Myrmissus bellicosus ingår i släktet Myrmissus och familjen Caliscelidae. Inga underarter finns listade i Catalogue of Life.